# Diocesi di Aversa

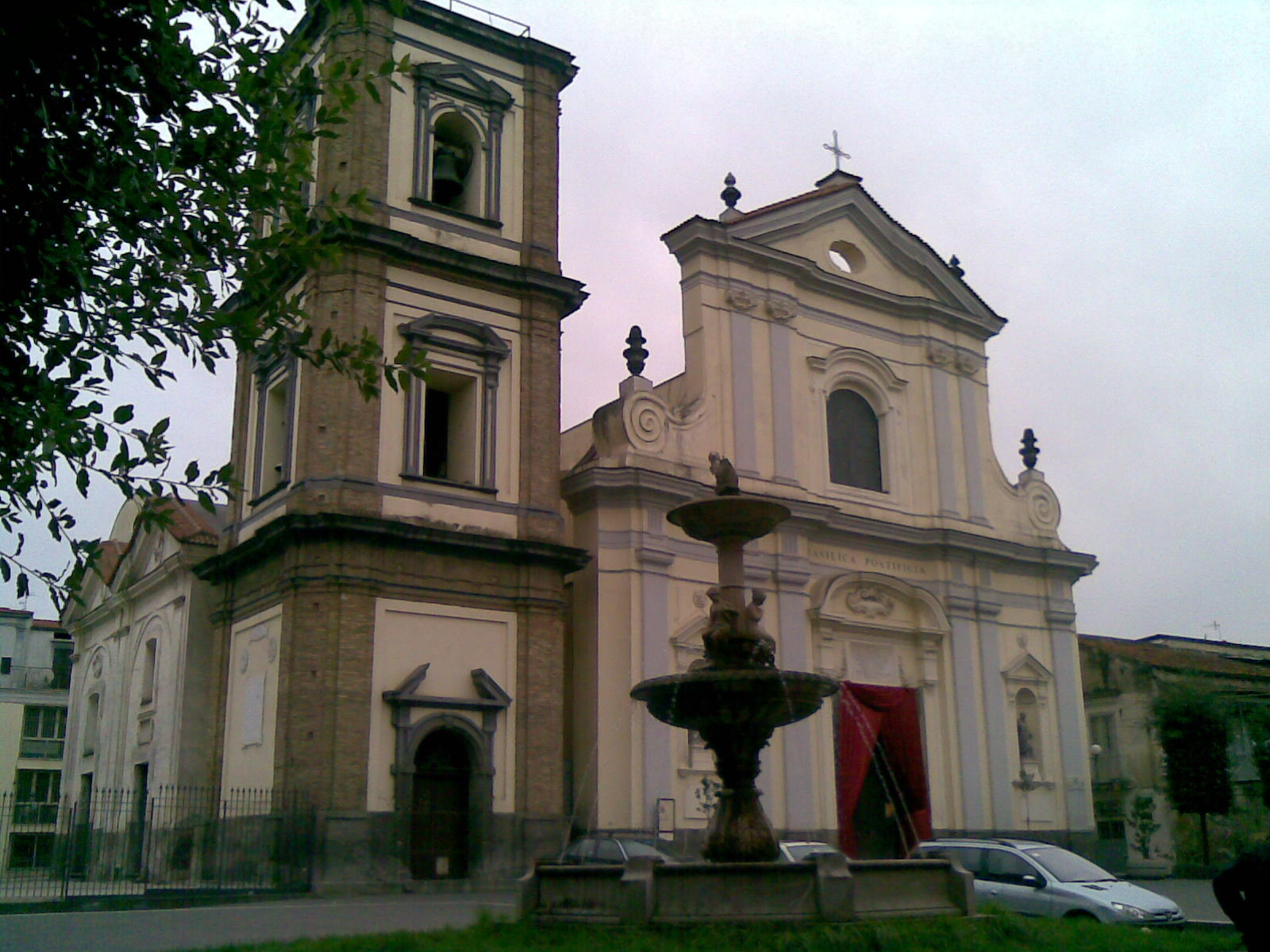
La Basilica pontificia di San Tammaro vescovo a Grumo Nevano.

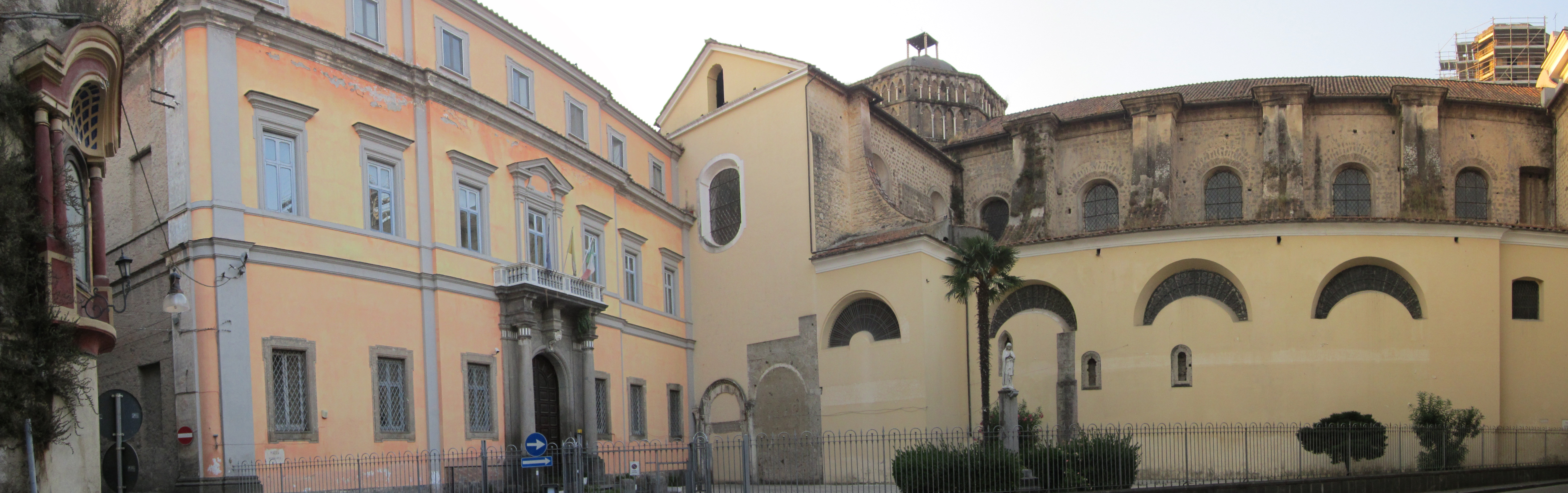
Panoramica del Seminario Vescovile addossato alla facciata laterale del duomo di Aversa.

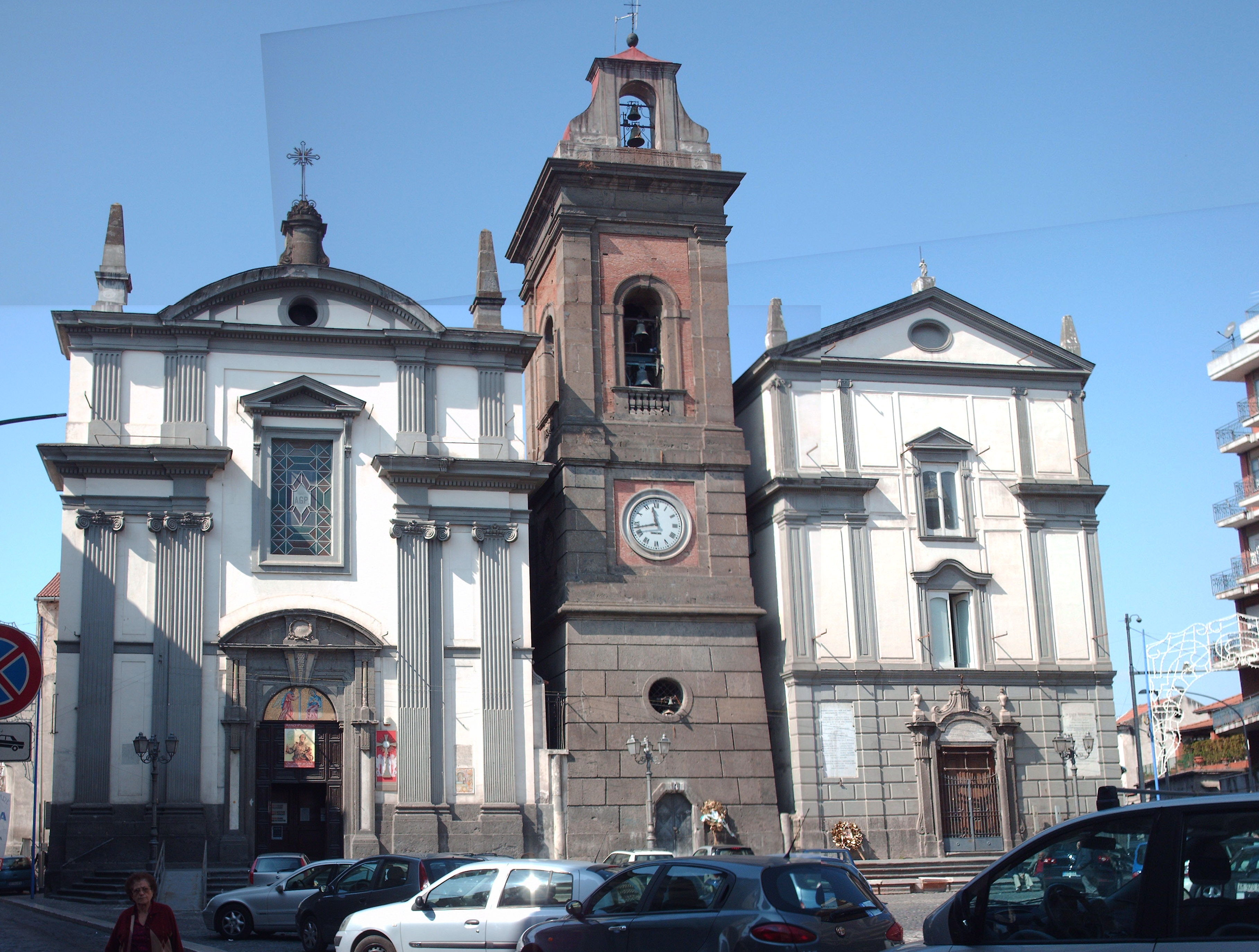
Chiesa dell'Annunziata (Giugliano)

La diocesi di Aversa (in latino Dioecesis Aversana) è una sede della Chiesa cattolica in Italia suffraganea dell'arcidiocesi di Napoli appartenente alla regione ecclesiastica Campania. Nel 2023 contava 538.970 battezzati su 560.670 abitanti. È retta dal vescovo Angelo Spinillo.

## Territorio
La diocesi comprende comuni della provincia di Caserta e dell'area metropolitana di Napoli in Campania:
- in provincia di Caserta, i comuni di: Aversa, Carinaro, Casal di Principe, Casaluce, Casapesenna, Cesa, Gricignano di Aversa, Frignano, Lusciano, Orta di Atella, Parete, San Cipriano d'Aversa, San Marcellino, Sant'Arpino, Succivo, Teverola, Trentola-Ducenta, Villa di Briano, Villa Literno;
- nella città metropolitana di Napoli i comuni di: Caivano, Cardito, Casandrino, Crispano, Frattamaggiore, Frattaminore, Giugliano in Campania, Grumo Nevano, Qualiano, Sant'Antimo.

Confina con la diocesi di Pozzuoli a sud ovest, con l'arcidiocesi di Napoli a sud, con la diocesi di Acerra a est, con l'arcidiocesi di Capua a nord ovest e la diocesi di Caserta a nord est.
Sede vescovile è la città di Aversa, dove si trova la cattedrale di San Paolo apostolo. A Grumo Nevano sorge la basilica minore di San Tammaro vescovo. A Frattamaggiore è situata la basilica di San Sossio Levita e Martire, dichiarata basilica pontificia da papa Benedetto XVI nel 2006.
Il territorio si estende su 361 km² ed è suddiviso in 95 parrocchie, raggruppate in 8 foranie: Atellana, Aversa, Caivano, Casal di Principe, Frattamaggiore, Giugliano, Sant'Antimo e Trentola-Casaluce.

## Storia
La diocesi fu eretta nel 1053 da papa Leone IX su richiesta dei governanti normanni. Il territorio fu ricavato da quello delle antiche sedi di Atella e di Liternum, a cui successivamente furono incorporate porzioni dei territori delle soppresse diocesi di Cuma e di Miseno. Il primo vescovo, Azzolino, fu consacrato dallo stesso papa, che in questo modo riconobbe di fatto la nuova contea aversana e l'autorità dei Normanni. Dopo Azzolino, sono storicamente documentati, come vescovi aversani dell'XI secolo, Goffredo (1071-1080), Guitmondo (1088-1094) e Giovanni I (1094-1101).
Aversa fu di fatto l'erede dell'antica diocesi di Atella: infatti i primi vescovi aversani portavano indifferentemente i titoli di vescovi di Aversa o della nuova Atella. Le altre sedi furono unite senza che ci sia stato un atto immediato e databile con precisione; è singolare il fatto che, nel XIII e XIV secolo, le decime venivano raccolte secondo l'antica appartenenza territoriale delle chiese (per esempio: in atellano diocesis aversane, oppure: in cumano diocesis aversane).
Nel 1120 la diocesi ottenne da papa Callisto II l'esenzione dalla giurisdizione metropolitica, contesa fra le sedi di Napoli e di Capua, e divenne immediatamente soggetta alla Santa Sede. Questa esenzione fu però più volte contestata e dovette essere ribadita in più occasioni dai papi, per ultimo papa Bonifacio VIII nel 1298, il quale nella sua bolla riprendeva letteralmente quella di Callisto II.
Molti vescovi di Aversa furono anche cardinali; tra i primi Simone Paltanieri (1254-1256) e Leonardo Patrasso (1297-1299).
Nel periodo post-tridentino, si distinsero alcuni vescovi che attuarono le disposizioni del concilio di Trento. Già Giovanni Paolo Vassallo (1474-1500) aveva rinnovato la vita liturgica della diocesi facendo stampare un Breviario diocesano. Balduino de Balduinis (1554-1582) istituì nel 1566 il seminario diocesano, che fu poi trasferito in un nuovo edificio dal cardinale Innico Caracciolo (1697-1730). Pietro Orsini (1591-1598) celebrò il primo sinodo diocesano, fece per primo la visita pastorale della diocesi e promulgò le Constitutiones capitolari. Bernardino Morra (1598-1605) «riordinò la liturgia e l'amministrazione, istituì la Fraternitas, prima scuola di catechesi, le parrocchie territoriali, il vicariato curato nella chiesa madre, i primi preti delle missioni, le prebende teologale e penitenziale».
Il XVII secolo è marcato dalla dinastia dei Carafa, che dettero consecutivamente quattro vescovi alla diocesi, dal 1616 al 1697, due dei quali, Carlo I e Carlo II, furono anche nunzi apostolici. Il loro principale impegno fu l'arricchimento, architettonico e liturgico, della cattedrale aversana; chiamarono i Gesuiti nella direzione del seminario, dove fecero introdurre la grammatica e la filosofia; promossero inoltre il culto eucaristico, la liturgia e la musica sacra.
Il Settecento si apre con il lungo episcopato di Innico Caracciolo (1697-1730), che si distinse per la riforma del seminario e degli studi ecclesiastici, con l'introduzione di una nuova «ratio studiorum del seminario, in cui istituì cattedre stabili di grammatica e retorica, latino, greco, ebraico, filosofia, storia, teologia, diritto ecclesiastico e civile, liturgia, canto gregoriano». Allo stesso vescovo si deve la ricostruzione della cattedrale, numerose visite pastorali alla diocesi e la convocazione di un nuovo sinodo diocesano, che non veniva più celebrato dal 1619.
Nell'Ottocento i vescovi dovettero fare i conti con le problematiche e gli scontri politici ed ideologici che animarono i decenni precedenti l'unità italiana. Il vescovo Agostino Tommasi (1818-1821) fu vittima di queste lotte. Domenico Zelo (1855-1885) fu accusato di filoborbonismo, ma si distinse per la sua preparazione teologica, che gli valse un posto d'onore al concilio Vaticano I, dove difese brillantemente l'infallibilità e il primato papale. Alla fine del secolo è da segnalare l'opera di carattere sociale del vescovo Carlo Caputo (1886-1897), con la fondazione di comitati dell'Opera dei congressi.
Nel 1922, dopo oltre due secoli, Settimio Caracciolo celebrò un nuovo sinodo diocesano, mentre nel 1935 Carmine Cesarano indisse il primo congresso eucaristico diocesano.
Una controversia sorta nel dopoguerra tra i vescovi di Aversa e di Pozzuoli circa i confini delle loro diocesi, fu risolta dalla Santa Sede nel 1957, con la decisione di far coincidere i confini delle due sedi con quelli dei comuni di Pozzuoli e di Giugliano.
Nel 1979 la diocesi ha perso la sua secolare indipendenza ecclesiastica ed è entrata a far parte della provincia ecclesiastica dell'arcidiocesi di Napoli. Nello stesso anno viene fondato l'Istituto di Scienze religiose di Aversa come scuola di teologia per laici, elevato a Istituto di Scienze Religiose nel 1986.
Il 19 marzo 1994 il sacerdote diocesano don Giuseppe Diana viene assassinato dalla camorra, nella sacrestia della sua chiesa a Casal di Principe, per il suo impegno antimafia.
Almeno quattro furono le visite dei papi ad Aversa: Alessandro IV nel 1255, Urbano VI nel 1382, Benedetto XIII nel 1727 e Giovanni Paolo II nel 1990.
Il 24 maggio 2014 sono stati beatificati nella cattedrale di Aversa Mario Vergara, sacerdote del P.I.M.E., originario della diocesi, e il catechista Isidoro Ngei Ko Lat, uccisi a Shadaw in Birmania il 25 maggio 1950.

## Istituti religiosi
Nel 2021 operavano in diocesi i seguenti istituti religiosi:

### Istituti religiosi maschili
- Ordine della Beata Vergine del Monte Carmelo (Caivano)
- Chierici regolari minori (San Cipriano d'Aversa)
- Fratelli maristi delle scuole (Giugliano in Campania)
- Ordine dei frati minori conventuali (Aversa)
- Ordine dei frati minori (Grumo Nevano)
- Oblati di San Giuseppe (Parete)
- Pontificio istituto missioni estere (Trentola Ducenta)
- Missionari de "La Piccola Casetta di Nazareth" (Casapesenna)

### Istituti religiosi femminili
- Ancelle del Sacro Cuore di Santa Caterina Volpicelli (Aversa, Frattamaggiore e Villa di Briano)
- Suore clarisse francescane missionarie del Santissimo Sacramento (Giugliano in Campania)
- Suore compassioniste serve di Maria (Caivano e Frattamaggiore)
- Discepole di Santa Teresa del Bambin Gesù (Casaluce)
- Figlie della carità di San Vincenzo de' Paoli (Cardito)
- Figlie di Gesù (Caivano e Frattaminore)
- Figlie di Nostra Signora del Sacro Cuore (Teverola)
- Figlie di Sant'Anna (Casal di Principe)

## Cronotassi dei vescovi
Si omettono i periodi di sede vacante non superiori ai 2 anni o non storicamente accertati.
- Azzolino † (1053 - ?)
- Guitmondo I ? † (1056 - ?)[9]
- Gualtiero I ? † (? - 1063 deceduto)
- Goffredo, O.S.B. † (prima del 1071 - dopo il 1080)[10]
- Guitmondo II ? †[11]
- Guitmondo III, O.S.B. † (marzo/luglio 1088 consacrato[12] - 1094 deceduto)
- Giovanni I † (1094[13] - dopo il 1101[14])
- Roberto I † (menzionato nel 1113 circa)[15]
- Roberto II † (circa 1119[16] - dopo il 1126[17])
- Giovanni II † (1132 - 1140)[18]
- Giovanni III † (1141 - 1152)[18]
- Gualtiero II † (prima del 1158 - dopo il 1175)[18]
- Falcone † (1180 - 1191 deceduto)[18][19]
- Lamberto † (menzionato come "vescovo eletto" nel 1192)[18]
- Gentile † (prima del 1198 - dopo il 1210)[18]
- Basuino[20] † (prima del 1215 - 1221 deceduto)[18]
- Matteo de Gariofalo † (prima del 1225 - dopo il 1226)[18]
- Giovanni Lamberti † (prima del 1229 - dopo il 1235)[18]
- Federico † (menzionato nel 1254)[18]
- Simone Paltanieri † (17 novembre 1254 - 1256 dimesso)[21]
- Giovanni V † (menzionato nel 1259)[18]
- Fidenzo da Spoleto † (prima del 1261 - dopo il 1274 deceduto)[18]
- Adamo d'Amiens † (28 dicembre 1276 - dopo luglio 1291)
- Landolfo Brancaccio † (prima del 1293 - 1297)
- Leonardo Patrasso † (17 giugno 1297 - 20 luglio 1299 nominato arcivescovo di Capua)
- Pietro Turrite † (3 agosto 1299 - 1309 deceduto)
- Pietro di Beauvais † (15 marzo 1309 - 1324 deceduto)
- Guglielmo, O.F.M. † (1º giugno 1324 - 1326 deceduto)
- Raimondo de Mausaco, O.F.M. † (21 febbraio 1326 - 1336 deceduto)
- Bartolomeo I, O.S.B. † (17 luglio 1336 - 1341 deceduto)
- Giovanni di Bari † (17 dicembre 1341 - 1357 deceduto)
- Angelo Ricasoli † (6 marzo 1357 - 19 giugno 1370 nominato vescovo di Firenze)
- Poncello Orsini † (19 giugno 1370 - 1378 dimesso)
  - Bartolomeo II † (5 novembre 1378 - 1380) (antivescovo)
- Nicola † (1378 o 1379 - ?)
  - Marino del Giudice † (13 novembre 1381 - dicembre 1385 deceduto) (amministratore apostolico)
  - Erecco Brancaccio † (14 aprile 1386 - ?) (amministratore apostolico)
- Lorenzo di Napoli, O.E.S.A. † (prima di settembre 1416 - 1417 nominato vescovo di Tricarico)[22]
  - Rinaldo Brancaccio † (1418 - 27 marzo 1427 deceduto) (amministratore apostolico)
- Pietro Caracciolo † (30 settembre 1427 - 1430 deceduto)
- Giacomo Carafa della Spina † (16 maggio 1430 - 1471 deceduto)
- Pietro Brandi † (13 maggio 1471 - 1474 deceduto)
- Giovanni Paolo Vassallo † (10 marzo 1474 - 1500 deceduto)
  - Luigi d'Aragona † (10 marzo 1501 - 21 maggio 1515 dimesso) (amministratore apostolico)
- Silvio Pandone † (21 maggio 1515 - 8 febbraio 1519 deceduto)
- Antonio Scaglione † (8 febbraio 1519[23] - 1524 dimesso)
  - Ercole Gonzaga[24] † (1524 - 1524 dimesso) (amministratore apostolico)
- Antonio Scaglione † (1º luglio 1524 - 19 dicembre 1528 deceduto) (per la seconda volta)
  - Pompeo Colonna † (20 aprile 1529 - 24 settembre 1529) (amministratore apostolico)
- Fabio Colonna † (24 settembre 1529 - 1554 deceduto)
- Balduino Balduini † (30 marzo 1554 - 3 aprile 1582 deceduto)[25]
- Giorgio Manzolo † (16 maggio 1582 - 3 marzo 1591 deceduto)
- Pietro Orsini † (5 aprile 1591 - 1598 deceduto)
- Bernardino Morra † (9 ottobre 1598 - 1605 deceduto)
- Filippo Spinelli † (6 giugno 1605 - 25 maggio 1616 deceduto)
- Carlo I Carafa † (19 luglio 1616 - aprile 1644 deceduto)
- Carlo II Carafa della Spina, C.R. † (13 luglio 1644 - 6 luglio 1665 dimesso)
- Paolo Carafa, C.R. † (6 luglio 1665 - 7 maggio 1686 deceduto)
- Fortunato Ilario Carafa della Spina † (7 luglio 1687 - 16 gennaio 1697 deceduto)
- Innico Caracciolo † (25 febbraio 1697 - 6 settembre 1730 deceduto)
- Giuseppe Firrao † (11 dicembre 1730 - 26 settembre 1734 dimesso)
- Ercole Michele d'Aragona † (27 settembre 1734 - luglio 1735 deceduto)
- Filippo Niccolò Spinelli † (26 settembre 1735 - 20 gennaio 1761 deceduto)
- Giovanni Battista Caracciolo † (16 febbraio 1761 - 6 gennaio 1765 deceduto)
- Niccolò Borgia † (27 marzo 1765 - 6 aprile 1779 deceduto)
- Francesco Del Tufo, C.R. † (12 luglio 1779 - 15 giugno 1803 deceduto)
- Gennaro Maria Guevara Suardo, O.S.B. † (29 ottobre 1804 - 3 agosto 1814 deceduto)
  - Sede vacante (1814-1818)
- Agostino Tommasi † (6 aprile 1818 - 9 novembre 1821 deceduto)
- Francesco Saverio Durini, O.S.B.Cel. † (17 novembre 1823 - 15 gennaio 1844 deceduto)
- Sisto Riario Sforza † (24 aprile 1845 - 24 novembre 1845 nominato arcivescovo di Napoli)
- Antonio Saverio De Luca † (24 novembre 1845 - 19 dicembre 1853 nominato nunzio apostolico in Baviera[26])
- Domenico Zelo † (23 marzo 1855 - 11 ottobre 1885 deceduto)
- Carlo Caputo † (7 giugno 1886 - 19 aprile 1897 dimesso[27])
- Francesco Vento † (19 aprile 1897 - 29 settembre 1910 deceduto)
- Settimio Caracciolo di Torchiarolo † (10 aprile 1911 - 23 novembre 1930 deceduto)[28]
- Carmine Cesarano, C.SS.R. † (16 dicembre 1931 - 22 novembre 1935 deceduto)
- Antonio Teutonico † (28 luglio 1936 - 31 marzo 1966 ritirato[29])
- Antonio Cece † (31 marzo 1966 succeduto - 10 giugno 1980 deceduto)
- Giovanni Gazza, S.X. † (24 novembre 1980 - 27 marzo 1993 dimesso)
- Lorenzo Chiarinelli † (27 marzo 1993 - 30 giugno 1997 nominato vescovo di Viterbo)
- Mario Milano (28 febbraio 1998 - 15 gennaio 2011 dimesso)
- Angelo Spinillo, dal 15 gennaio 2011

## Calendario liturgico proprio

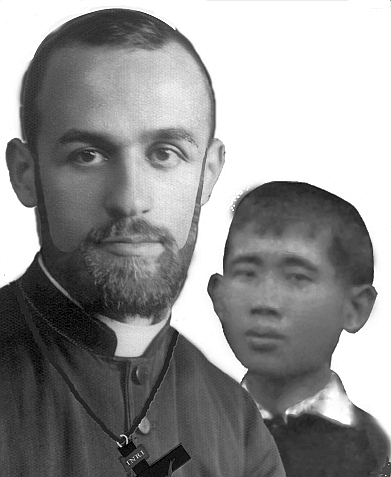
I beati martiri Mario Vergara e Isidoro Ngei Ko Lat.

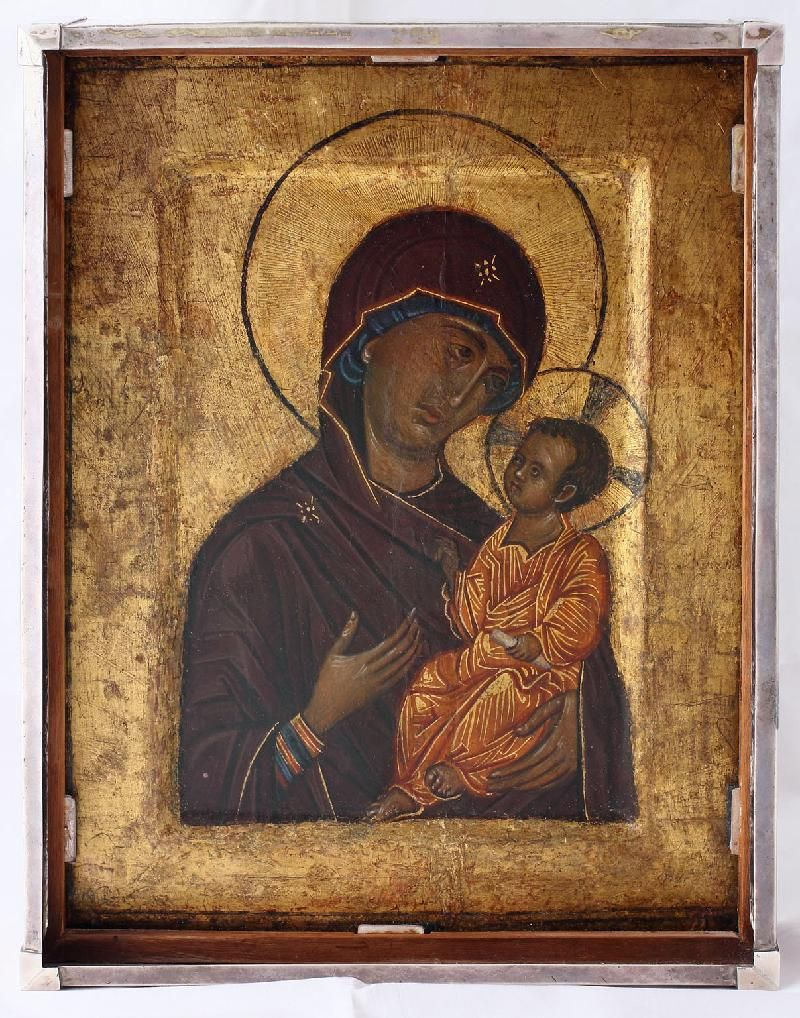
Icona della Madonna di Casaluce, patrona della città e della diocesi di Aversa.

| Data        | Celebrazione                                             | Grado                                                             |
| ----------- | -------------------------------------------------------- | ----------------------------------------------------------------- |
| 16 gennaio  | Beato Paolo Manna, sacerdote                             | Memoria                                                           |
| 25 gennaio  | Conversione di San Paolo apostolo, patrono della diocesi | Festa in diocesi Solennità a Aversa                               |
| 19 aprile   | San Leone IX, papa, fondatore della diocesi              | Memoria                                                           |
| 5 maggio    | Dedicazione della cattedrale                             | Festa in diocesi Solennità in cattedrale                          |
| 25 maggio   | Beati Mario, sacerdote, e Isidoro, martiri               | Memoria                                                           |
| 24 luglio   | Beato Modestino di Gesù e Maria, sacerdote               | Memoria                                                           |
| 27 luglio   | Dedicazione delle chiese della diocesi                   | Solennità                                                         |
| 9 settembre | Santa Maria di Casaluce, patrona della diocesi           | Solennità nella chiesa omonima in Aversa Festa in città e diocesi |
| 5 novembre  | Santi le cui reliquie si venerano in diocesi             | Memoria                                                           |
| 21 novembre | Presentazione della Beata Vergine Maria                  | Festa in cattedrale Memoria in diocesi                            |
| 10 dicembre | Beata Vergine di Loreto                                  | Festa in cattedrale Memoria in diocesi                            |

## Statistiche
La diocesi nel 2023 su una popolazione di 560.670 persone contava 538.970 battezzati, corrispondenti al 96,1% del totale.
| anno | popolazione | popolazione | popolazione | presbiteri | presbiteri | presbiteri | presbiteri                | diaconi | religiosi | religiosi | parrocchie |
| anno | battezzati  | totale      | %           | numero     | secolari   | regolari   | battezzati per presbitero | diaconi | uomini    | donne     | parrocchie |
| ---- | ----------- | ----------- | ----------- | ---------- | ---------- | ---------- | ------------------------- | ------- | --------- | --------- | ---------- |
| 1950 | 195.000     | 195.000     | 100,0       | 297        | 250        | 47         | 656                       |         | 46        | 46        | 66         |
| 1959 | 199.800     | 200.000     | 99,9        | 254        | 220        | 34         | 786                       |         | 72        | 350       | 70         |
| 1966 | 339.650     | 340.000     | 99,9        | 292        | 228        | 64         | 1.163                     |         | 52        | 533       | 73         |
| 1980 | 381.800     | 382.400     | 99,8        | 229        | 200        | 29         | 1.667                     |         | 39        | 350       | 77         |
| 1990 | 446.000     | 450.000     | 99,1        | 212        | 192        | 20         | 2.103                     | 4       | 37        | 422       | 96         |
| 1999 | 494.300     | 544.300     | 90,8        | 236        | 205        | 31         | 2.094                     | 14      | 70        | 561       | 94         |
| 2000 | 502.000     | 551.833     | 91,0        | 243        | 212        | 31         | 2.065                     | 14      | 70        | 566       | 96         |
| 2001 | 520.900     | 560.900     | 92,9        | 241        | 210        | 31         | 2.161                     | 19      | 71        | 566       | 96         |
| 2002 | 520.900     | 560.900     | 92,9        | 253        | 222        | 31         | 2.058                     | 19      | 51        | 566       | 94         |
| 2003 | 535.892     | 552.482     | 97,0        | 230        | 200        | 30         | 2.329                     | 18      | 46        | 332       | 94         |
| 2004 | 523.794     | 552.512     | 94,8        | 220        | 199        | 21         | 2.380                     | 18      | 28        | 356       | 94         |
| 2006 | 545.060     | 560.626     | 97,2        | 213        | 190        | 23         | 2.558                     | 18      | 36        | 420       | 94         |
| 2012 | 553.492     | 578.966     | 95,6        | 220        | 196        | 24         | 2.515                     | 33      | 36        | 385       | 94         |
| 2015 | 543.260     | 567.566     | 95,7        | 213        | 184        | 29         | 2.550                     | 38      | 38        | 359       | 96         |
| 2018 | 538.290     | 560.650     | 96,0        | 209        | 185        | 24         | 2.575                     | 52      | 33        | 275       | 96         |
| 2020 | 538.200     | 560.580     | 96,0        | 210        | 189        | 21         | 2.562                     | 52      | 29        | 265       | 95         |
| 2022 | 538.950     | 560.650     | 96,1        | 215        | 194        | 21         | 2.506                     | 51      | 29        | 261       | 95         |
| 2023 | 538.970     | 560.670     | 96,1        | 205        | 187        | 18         | 2.629                     | 51      | 26        | 261       | 95         |